# Nakryszki
Nakryszki (biał. Накрышкі; ros. Накрышки) – wieś na Białorusi, w rejonie zdzięcielskim obwodu grodzieńskiego, około 13 km na zachód od Zdzięcioła.
Siedziba parafii prawosławnej pw. Świętych Borysa i Gleba.
Wieś magnacka położona była w końcu XVIII wieku w powiecie słonimskim województwa nowogródzkiego.

## Historia
Dobra Nakryszki były przez ponad 250 lat własnością rodziny Strawińskich herbu Sulima. W drugiej połowie XVIII wieku właścicielem majątku był Florian Brunon Strawiński (1750–1787), starosta słonimski. W pierwszej połowie XIX wieku Nakryszkami władał najprawdopodobniej potomek Floriana Adam. Kolejnym znanym właścicielem majątku był Stanisław Strawiński (II połowa XIX i początek XX wieku), a ostatnim – jego syn, Jan Eustachy Strawiński, do 1939 roku. Strawińscy byli również właścicielami pobliskiej Mirowszczyzny.
Po III rozbiorze Polski w 1795 roku Nakryszki, wcześniej należące do województwa nowogródzkiego Rzeczypospolitej, znalazły się na terenie powiatu słonimskiego (ujezdu) guberni słonimskiej, później litewskiej, grodzieńskiej i mińskiej Imperium Rosyjskiego. Po ustabilizowaniu się granicy polsko-radzieckiej w 1921 roku Nakryszki wróciły do Polski, znalazły się w gminie Pacowszczyzna w powiecie słonimskim województwa nowogródzkiego. W 1926 roku Nakryszki znalazły się w gminie Zdzięcioł, a tym samym w powiecie nowogródzkim, od 1945 roku – w ZSRR, od 1991 roku – na terenie Republiki Białorusi.
Od 1790 roku istniała we wsi kamienna cerkiew unicka przekształcona w 1839 roku w prawosławną. Prawdopodobnie jest to ta sama cerkiew, która stoi obecnie w centrum wsi. Jest to cerkiew Świętych Borysa i Gleba, według innych źródeł wzniesiona w 1886 roku.
W 2009 roku wieś liczyła 96 mieszkańców.

## Dawny dwór

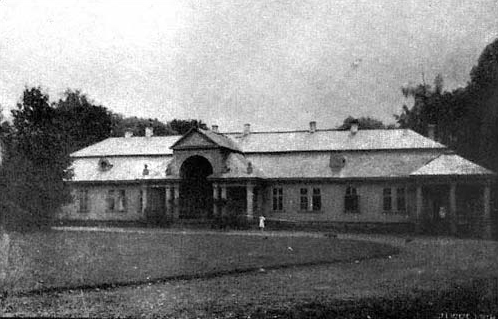
Dwór Strawińskich w dwudziestoleciu międzywojennym

Stary dwór spłonął w 1883 roku. Wkrótce potem Stanisław Strawiński wzniósł tu nowy dwór. Był to parterowy, drewniany dom stojący na niskiej podmurówce na planie prostokąta. Dom był przykryty wysokim, łamanym, gontowym czterospadowym dachem. Na osi budynku znajdował się nietypowy portyk, którego szczyt był wsparty na sześciu drewnianych filarach. Między środkowymi filarami szczyt ozdabiała półokrągła arkada. 
W domu przed II wojną światową istniała bogata, licząca 12 tysięcy tomów biblioteka, wśród starych książek znajdowała się tu pierwsza edycja dzieł Adama Mickiewicza z dedykacją autora. 
Dom był otoczony rozległym parkiem krajobrazowym z XVIII wieku
Dwór w Nakryszkach nie przetrwał II wojny światowej. Pozostały resztki parku o powierzchni około 5 ha.
Majątek w Nakryszkach został opisany w 2. tomie Dziejów rezydencji na dawnych kresach Rzeczypospolitej Romana Aftanazego.